# America is back
«America is back» («Estados Unidos ha vuelto») es un eslogan y lema político utilizado por diversos presidentes de los Estados Unidos y otros líderes políticos para afirmar el retorno a la prosperidad estadounidense después de que dicho político haya sido elegido.

## Uso

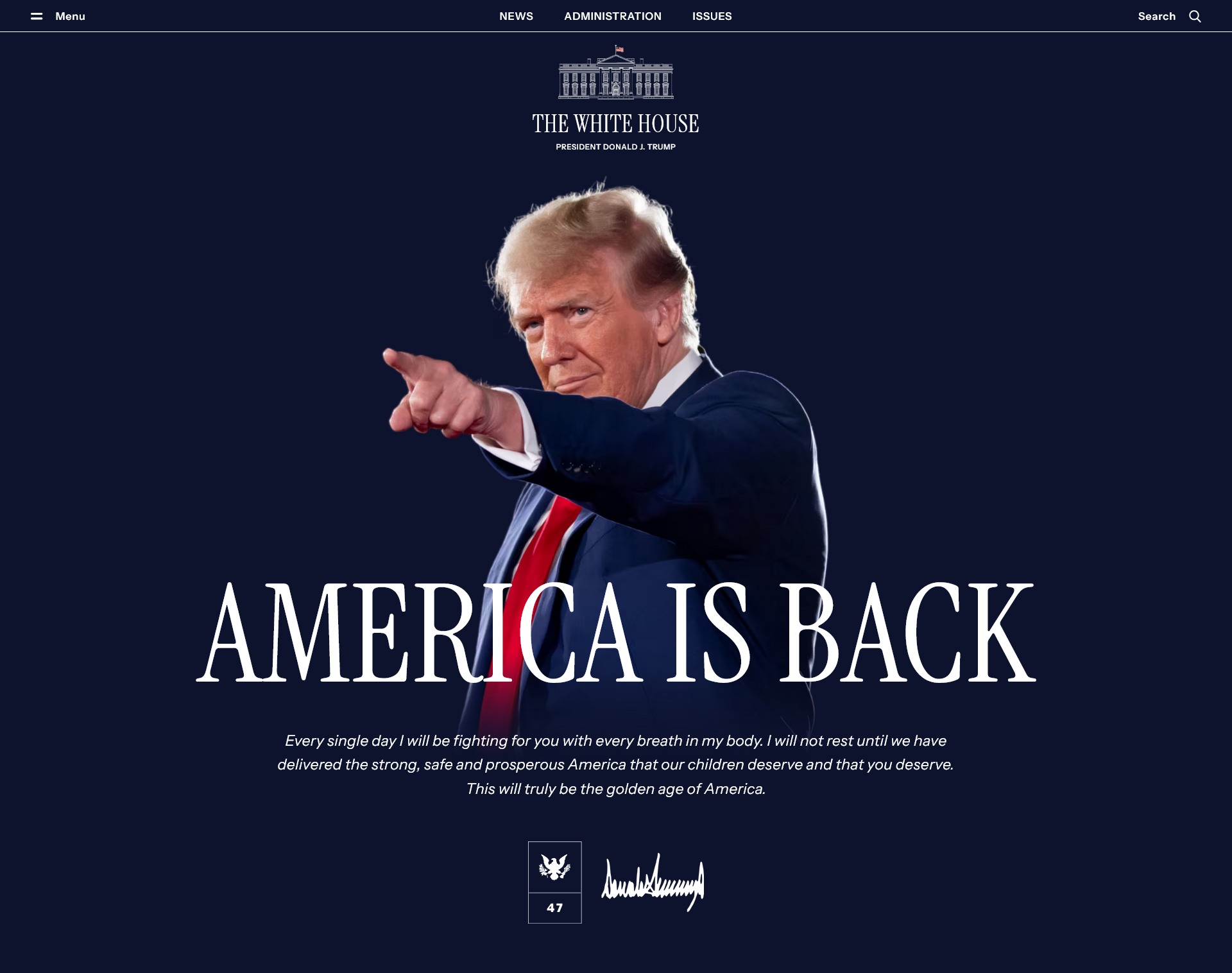
El sitio web de la Casa Blanca en enero de 2025, adornado con el lema «America is back».

El lema «America is back» se utilizó durante la presidencia de Ronald Reagan para representar el tema de la recuperación económica estadounidense y Reagan invocó la frase durante su discurso del estado de la Unión de 1984. Más tarde se convirtió en el lema de la campaña de Reagan-Bush durante las elecciones presidenciales de Estados Unidos de 1984. La frase también fue utilizada por Arnold Schwarzenegger durante su discurso en la Convención Nacional Republicana de 2004, quien declaró: Ladies and gentlemen, America is back! («¡Damas y caballeros, Estados Unidos ha vuelto!»), seguido por Susan Rice durante una entrevista con NPR el 23 de febrero de 2009 sobre su reciente nombramiento como Representante Permanente de los Estados Unidos ante las Naciones Unidas, Hillary Clinton en discursos mientras se desempeñaba como secretaria de Estado de los Estados Unidos durante la administración Obama, y el propio Barack Obama durante su discurso sobre el estado de la Unión de 2012. Donald Trump declaró: We are going to show the whole world that America is back («Vamos a demostrarle al mundo entero que Estados Unidos ha vuelto») durante un mitin el 28 de septiembre de 2016 en Council Bluffs, Iowa, y usó la frase de forma intermitente en otras ocasiones durante su presidencia.
El eslogan también se utilizó durante la presidencia de Joe Biden y, según Alessandro Colombo, fue «repetido por Biden casi a diario durante los primeros 100 días de su presidencia».
Trump invocó repetidamente el lema al comienzo de su segundo mandato presidencial, incluso en su primer discurso ante el Congreso en 2025.

## Esencia
El uso de «America is back» por Biden servía para indicar un mayor enfoque de la política exterior en el atlantismo lo posicionó «como la encarnación de los Estados Unidos, que se considera el centro de la forma de vida del capitalismo liberal y la democracia» y «que presupone un momento de retirada previa insinuado presumiblemente en Trump», según Daniel Rueda Garrido. Marc Chandler, escribiendo en Barron's en 2021, señaló que había motivos para ser escéptico ante la afirmación de que «Estados Unidos ha vuelto», ya que «Estados Unidos podría estar a una sola elección de abandonar la OTAN y el Acuerdo de París».
Un estudio publicado en el Australasian Journal of American Studies postuló que el uso de «America is back» por Biden era una renuncia a la primera presidencia de Donald Trump

## Lectura adicional
- Johnson, Richard (21 de julio de 2021). «What does Biden mean by 'America is back'?». Transforming Society. Bristol University Press. Consultado el 8 de marzo de 2025.